# Tancrède
Tancrède (...) è un cantautore francese.

## Biografia
Attratto alla canzone da molto giovane, Tancrède scrisse il suo primo testo all'età di 9 anni. Non si fermò mai di scrivere, seguendo une formazione classica al Conservatoire di Parigi.
In parallelo, compì gli studi di legge e divenne avvocato presso la Corte d'appello di Parigi. La sera stessa della sua abilitazione, si produsse in concerto al Sentier des Halles. Dopo due anni di questa doppia vita, decise di svolgersi più completamente verso la musica e i concerti.

## Il primo album
Il primo album, Tancrède, uscì nel 2005 sotto un labello di Universal.
Realizzato da Roland Romanelli, arrangiatore e musicista della cantante Barbara, ricevé buone critiche sia per la qualità dei testi che per lo stile. Tancrède si produsse in vari teatri parigini (l'Européen, la Cigale, le Trianon) e iniziò un tour in tutta Francia nel 2006.

## Audimat!
Nel 2008, Tancrède scrisse una commedia musicale intitolata Audimat !, in programma al teatro
la Cigale.

## Endorphine
Il prossimo album, Endorphine è previsto nel 2013.

## Discografia
- Tancrède, 2005 (Ulm - Universal Music)
- Audimat !, 2008 (Universal Classic)
- Endorphine, uscita prevista nel 2013